# Deji Tobais
Deji Tobais (né le 31 octobre 1991) est un athlète britannique, spécialiste du sprint et du relais.

## Biographie
Son meilleur temps sur 100 m est de 10 s 18, réalisé à Ratisbonne le 7 juin 2014 tandis que sur 200 m, son meilleur temps est de 20 s 61, réalisé à Heusden le 7 juillet 2012. Il a remporté la médaille de bronze du relais 4 × 100 m lors des Championnats d'Europe juniors de 2009.

### Palmarès
| Date | Compétition                   | Lieu     | Résultat | Épreuve   | Performance |
| ---- | ----------------------------- | -------- | -------- | --------- | ----------- |
| 2009 | Championnats d'Europe juniors | Novi Sad | 3e       | 4 × 100 m | 39 s 78     |
| 2013 | Championnats d'Europe espoirs | Tampere  | 2e       | 100 m     | 10 s 29     |
| 2013 | Championnats d'Europe espoirs | Tampere  | 1er      | 4 × 100 m | 38 s 77     |

### Records
| Épreuve    | Performance | Lieu           | Date           |
| ---------- | ----------- | -------------- | -------------- |
| 100 mètres | 10 s 18     | Ratisbonne     | 7 juin 2014    |
| 200 mètres | 20 s 61     | Heusden-Zolder | 7 juillet 2012 |